# Río Alitre
El río Alitre es un curso natural de agua que nace en la alta cordillera de la Región de Coquimbo y fluye con dirección general suroeste hasta desembocar en el río Totoral.

## Trayecto
El río Alitre nace en la alta cordillera de la Región de Coquimbo y fluye con dirección general suroeste y desemboca en el río Totoral.

## Historia
Luis Risopatrón lo describe en su Diccionario Jeográfico de Chile (1924) sobre el río:: 894 
Alitre (Rio de). De corto curso, nace en las vecindades del paso i portezuelo del mismo nombre, corre hácia el S, en un cajon en el que se encuentra pasto en cierta abundancia, pero escasea la leña i se vácia en la márjen N del curso superior del rio de El Totoral, del Choapa. 119, p. 55 i 234; i 134; i de Aliste en 127; i 156.